# Charles Thomas Bingham
Charles Thomas Bingham (16 de abril de 1848, India-West Kensington, Londres, 18 de octubre de 1908) agente militar irlandés y entomologista.
Bingham nació en la India, en el seno de una antigua familia irlandesa, y fue educado en Irlanda. Su carrera militar empezó en India donde fue soldado en el Bombay Cuerpo de Personal y más tarde con el Bengal Cuerpo de Personal. Al principio interesado en ornitología tome arriba entomología de 1877 siguiendo un posting a Birmania donde sea también conservator de bosques.
En su jubilación en 1894 resuelva con su mujer y dos hijos (sus tres hijas casadas en India) en Londres. Aquí trabaje, unpaid, en la Habitación de Insecto del Museo de Historia Natural, organizando y cataloguing la colección mundial de aculeate Hymenoptera. Tome encima de William Thomas Blanford el editorship de dos del Hymenoptera volúmenes de La Fauna de India británica, Incluyendo Ceilán y serie de Birmania y dos de los volúmenes de mariposa.
Fue elegido un miembro del Entomological Sociedad de Londres en 1895 y fue miembro de su consejo de 1903 a 1906. En el mismo año devenga un socio de la Sociedad Zoológica de Londres.

## Trabajos
Colabore con otro naturalists a través de India para producir sus trabajos en el indios Lepidoptera y Hymenoptera.
- La Fauna de India británica, Incluyendo Ceilán y Birmania. Hymenoptera. Volumen 1. Avispas y Abejas. Londres: Taylor y Francis (1897).
- La Fauna de India británica, Incluyendo Ceilán y Birmania. Hymenoptera, Volumen 2. Hormigas y Cuckoo-avispas. Londres: Taylor y Francis (1903).
- La Fauna de India británica, Incluyendo Ceilán y Birmania. Volumen de mariposas 1. Londres: Taylor y Francis (1905).
- La Fauna de India británica, Incluyendo Ceilán y Birmania. Volumen de mariposas 2. Londres: Taylor y Francis (1907)

Él también extensamente mejorado en la información publicada más temprana de Frederic Moore y Lionel de Nicéville. El siguiente es de su prefacio al volumen de mariposas de La Fauna de India británica, Incluyendo Ceilán y Birmania:

## Nombrado para Bingham
En holandés, el blanco-encabezado bulbul está nombrado para Bingham como nl [nl]. Varias especie de hormigas y avispas está nombrada después de que le incluyendo Tetraponera binghami, Aenictus binghami y Vespa binghami.

## Colecciones
Su Hymenoptera es en el Museo de Historia Natural, Londres, con duplicados en el Museo de Historia Natural, Berlín. El Lepidoptera estuvo esparcido y presumiblemente vendió. Su Parnassius, las mariposas de Apolo de la nieve, es en Úlster Museo, Belfast.